# أندريس أوليفاس
أندريس أوليفاس (بالإسبانية: Andrés Olivas Rubio)‏ هو لاعب كرة قدم إسباني في مركز الهجوم، ولد في 17 مارس 1967 في مدينة جيان في إسبانيا. لعب مع CD Teruel ‏.

## وصلات خارجية
- أندريس أوليفاس على موقع قاعدة بيانات كرة القدم.إي يو (الإنجليزية)